# 何桂藍

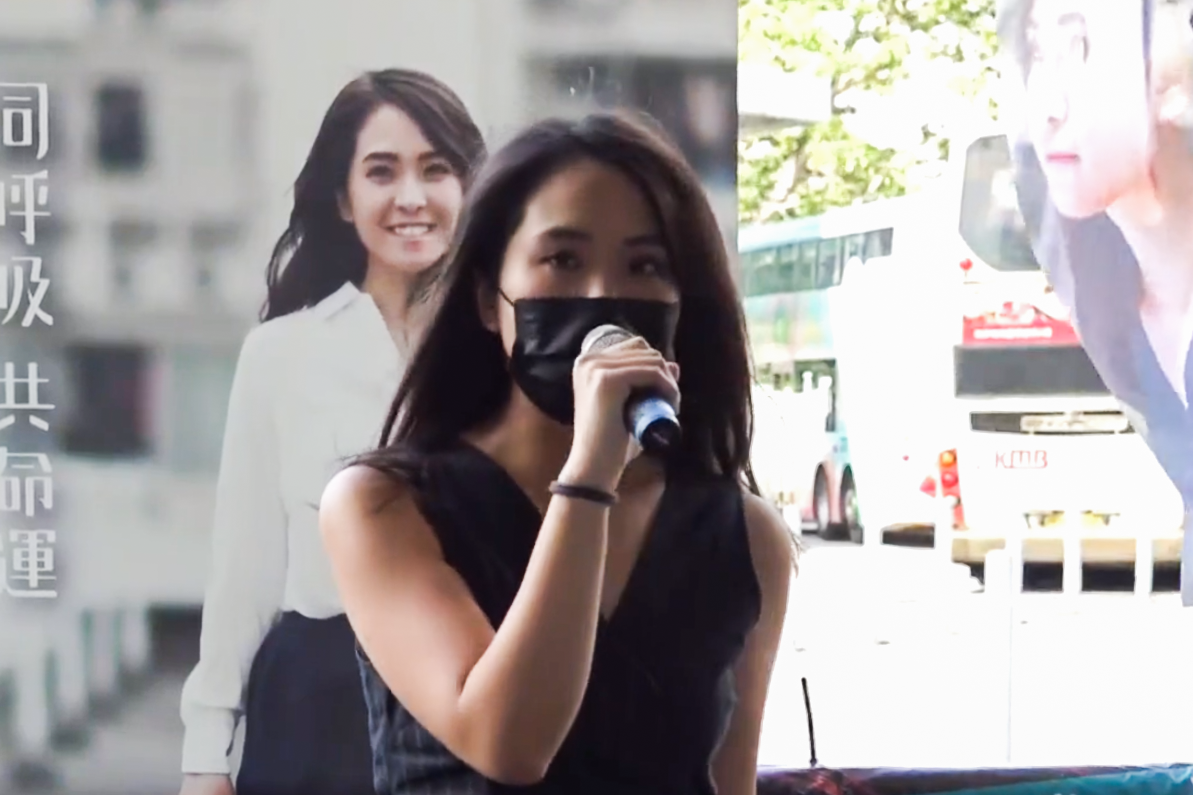
2020年6月18日、2020年香港立法会民主派予備選挙の参加を発表。

何 桂藍（英語名:Gwyneth Ho Kwai-lam、1990年8月24日 - ）別名は「立場姉さん」（中国語: 立場姐姐）、香港の民主主義政治家、元記者。清華大学、アムステルダム大学卒業。
彼女は、2019年-2020年香港民主化デモに対するキャンペーンのライブインタビューでのユニークなスタイルで有名であり、ユエンロン攻撃のライブ放送中に攻撃されたことで有名。日本のドラマが好き。
2020年9月の立法会選挙に向けて民主派が7月に計画した非公式な予備選挙をめぐって国家治安維持法違反容疑に問われ、2024年5月に香港高等法院より共謀罪で有罪判決を受けた。同年11月19日、禁錮7年となる量刑が言い渡された。